# Хан, Полина Станиславовна
Полина Станиславовна Хан (род. 31 декабря 1999, Ростов-на-Дону) — российская тхэквондистка, мастер спорта России международного класса. Бронзовый призёр чемпионата мира 2023 года в весовой категории до 73 кг, бронзовый призёр чемпионатов Европы 2018 (до 67 кг) и 2021 (до 73 кг) годов.